# 擬曲
擬曲（Mimes）是一種古希臘文學的文體，所謂「擬曲」，就是滑稽笑劇。

## 起源
擬曲最早發跡於義大利南部和西西里島，後來傳播到埃及的亞歷山卓。

## 風格
擬曲的風格，跟古希臘悲喜劇有所差異，另外擬曲的演出方式，不受宗教的限制，完全根據大眾的需求來表演，與帶有合唱的歌劇不同，演員通常都不戴面具，而是穿著普通的戲服上台表演。

## 著名作家
忒奧克里托斯除了擅於寫作田園詩外，同時也是一位富有名氣的擬曲作家。他的擬曲作品有「女魔術師」「敘拉古城之女」等等。
赫倫達斯（Herondas）也是有名的擬曲作家，「應酬婆」「善妒女郎」等八篇，不過皆早已失傳；赫倫達斯的作品，擅長刻畫平民生活與希臘化的時代的醜陋面貌。

## 註腳
1. 1 2 3 4  馮作民. . . 1979: 693頁.